# Óscar Izurieta

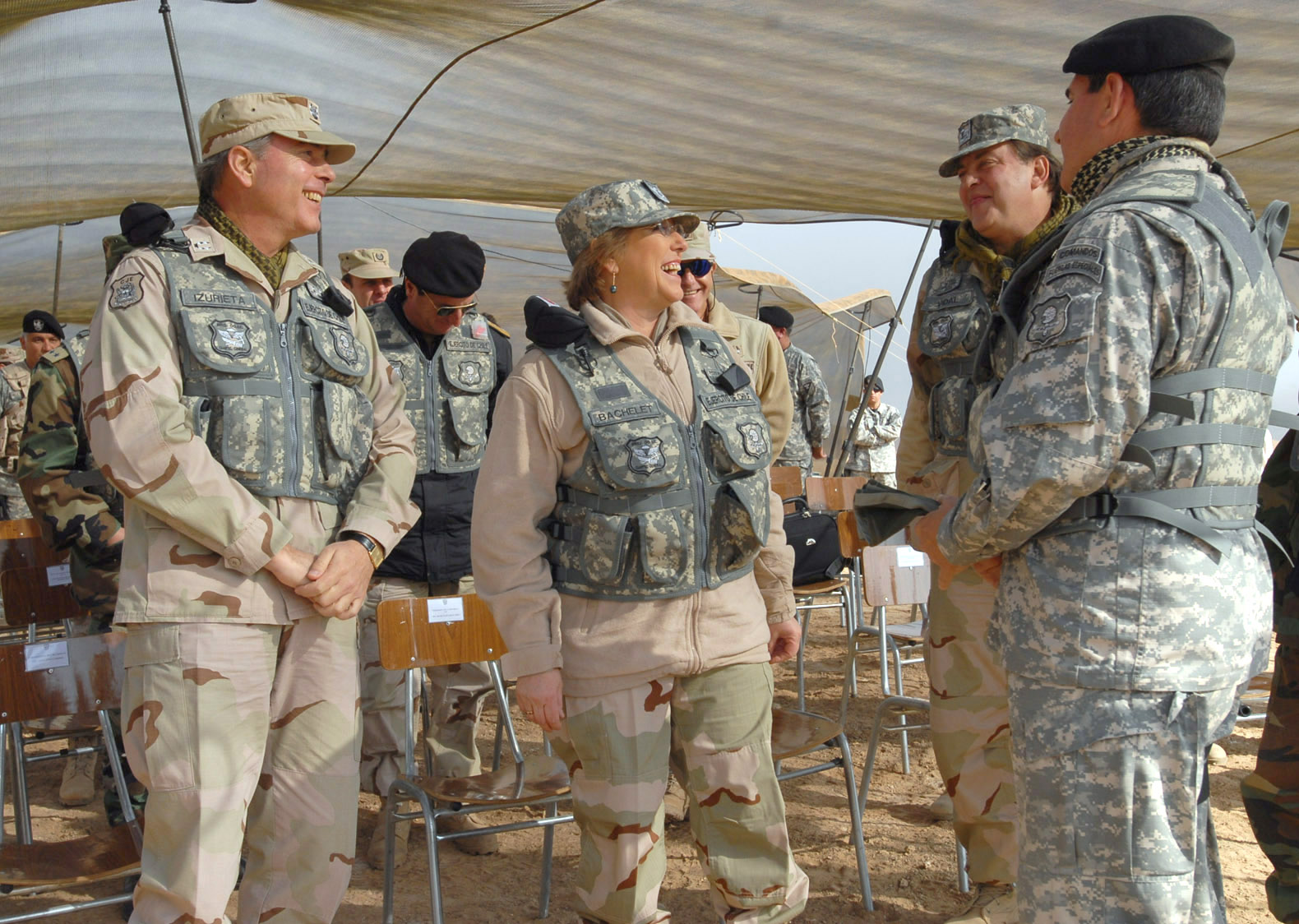
Óscar Izurieta (gauche), la présidente Michelle Bachelet (centre) et Francisco Vidal à Pozo Almonte, assistant à des entraînements de la Brigade d'opérations spéciales de l'armée.

Óscar Rodrigo Izurieta Ferrer (18 octobre 1950  à Viña del Mar) est un général chilien, qui a été commandant en chef de l'Armée de terre du 10 mars 2006 jusqu'au 10 mars 2010.
Il est nommé par le président Sebastián Piñera sous-secrétaire à la Défense le 25 mars 2010.

## Une famille de militaires
Óscar Izurieta est le cousin de Ricardo Izurieta (es), qui succéda en mars 1998 au général Pinochet comme commandant en chef de l'Armée de terre. Il est aussi le fils d'Óscar Izurieta Molina (es), qui fut également commandant en chef de l'Armée de terre entre 1958 et 1964.

## Formation
Oscar Izurieta entra à l'École militaire (es) en 1965, accédant au grade de sous-lieutenant en 1969. En 1981, sous la dictature de Pinochet, il fut diplômé de l'Académie de guerre (es) chargée de former les cadres de l'état-major. Outre des diplômes en sciences militaires de l'Académie de guerre, il est diplômé de l'Université catholique (master de sciences politiques en relations internationales).

## Activités
Il est parachutiste puis professeur dans diverses écoles militaires. Par ailleurs, il occupe les fonctions suivantes :
- Commandant du régiment d'infanterie No 8 “Tucapel” à Temuco (1991-93).
- Directeur de l'École militaire à Santiago du Chili (1995-1997).
- Agrégé militaire à l'ambassade chilienne au Royaume-Uni (1998).
- Chef de la mission militaire chilienne aux États-Unis (1999).
- Commandant en chef de la IIIe division de l'armée, basée à Concepción (2000-2001)
- Directeur des opérations de l'Armée à Santiago (2002-03).
- Commandant des Instituts et de la Doctrine à Santiago (2003-04)
- Commandant-en-chef de l'armée de terre (2006-2010)